# Атај
Атај (енгл. Athy, ир. Baile Átha Í) је град у Републици Ирској, у средишњем делу државе. Град је у саставу округа округа Килдер и представља његов значајан град.

## Природни услови
Град Атај се налази у средишњем делу ирског острва и Републике Ирске и припада покрајини Ленстер. Град је удаљен 75 километара југозападно од Даблина. 
Рељеф: Атај је смештен у бреговитом подручју средишње Ирске. Надморска висина средишњег дела града је око 60 метара. 
Клима: Клима у Атају је умерено континентална са изразитим утицајем Атлантика и Голфске струје. Стога град одликује блага и веома променљива клима.
Воде: У Атају се сустичу велика острвска река Бероу и Велики канал. Због тога је град био велико пристаниште у унутрашњости Ирске.

## Историја
Подручје Атаја било насељено већ у време праисторије. Дато подручје је освојено од стране енглеских Нормана у крајем 12. века. Насеље добија градска обележја у 16. веку, када је издата и прва градска повеља.
Током 18. и 19. века град је био значајно трговиште у унутрашњости Ирске, пре свега захваљујући положају чворишта на унутрашњим пловним путевима. Тада је Атај био и највеће насеље Килдера.
Атај је од 1921. године у саставу Републике Ирске. Међутим, бржи развој Даблину ближих насеља у оквиру округа (Нејс, Њубриџ) довео је до стагнирања града. Опоравак града започео је тек последњих деценија, када је Атај поново забележио нагли развој и раст.

## Становништво
Према последњим проценама из 2011. године. Атај је имао око 9,5 хиљада становника у граду и близу 10,5 хиљада у широј градској зони. Последњих година број становника у граду се веома повећава. Заправо, град је један од најбрже растућих у држави (скок од преко 50% у раздобљу 2002-2011.).

## Привреда
Атај је био традиционално средиште трговине и прехрамбене индустрије. Последњих деценија градска привреда се махом заснива на индустрији, пословању, трговини и услугама.

## Збирка слика
- Кнежева улица, главна у Атају
- Главна римокатоличка црква, Црква св. Михајла
- Старо здање суда
- Стари замак у остацима